# Gliese 514

Gliese 514, nota anche come BD +11 2576 o HIP 65859, è una stella di nona magnitudine nella costellazione della Vergine distante 24,85 anni luce dal sistema solare. La distanza esatta della stella e la sua vicinanza al Sole è stata misurata nel 1988. Nel 2022 è stata confermata la presenza di un pianeta extrasolare del tipo super Terra in orbita attorno a essa.

## Caratteristiche
Gliese 514 è una nana rossa relativamente massiccia per essere di classe M, classe che raccoglie la categoria di stelle meno massicce e luminose, la più comune nell'universo. Di tipo spettrale M1.0V, la sua massa e il suo raggio sono circa la metà di quelli del Sole, la sua temperatura superficiale è di circa 3700 K e la metallicità, ossia l'abbondanza di elementi più pesanti dell'elio, del 71% di quella della nostra stella.
Nell'era attuale si pensa che il Sole stia attraversando la scia della nube di Oort di Gliese 514, pertanto i futuri oggetti interstellari che passano attraverso il sistema solare potrebbero provenire da questa stella.

## Sistema planetario
Individuato nel 2108 ma rimasto senza conferma fino al 2022, Gliese 514 b è un pianeta con una massa minima di 5,2 volte quella della Terra; non è noto con precisione il limite superiore perché è stato scoperto col metodo della velocità radiale e non è conosciuta la sua inclinazione rispetto alla vista da Terra.
Il pianeta orbita solo in parte nella zona abitabile della stella, compresa tra 0,2 e 0,41 UA, poiché la sua eccentricità orbitale piuttosto elevata (e=0,45) lo porta a una distanza dalla stella di 0,61 UA quando si trova all'afelio, mentre si avvicina fino a 0,23 UA in occasione del perielio. Di conseguenza anche la sua temperatura di equilibrio, mediamente di 202 K, varia notevolmente durante il suo percorso orbitale, passando dai 164 kelvin dell'afelio ai 264 K in prossimità del perielio.

### Prospetto del sistema
| Pianeta | Tipo        | Massa       | Raggio | Periodo orb.  | Sem. maggiore | Eccentricità    | Scoperta |
| ------- | ----------- | ----------- | ------ | ------------- | ------------- | --------------- | -------- |
| b       | Super Terra | >5,2±0,9 M⊕ | —      | 140,43 giorni | 0,422 UA      | 0,45+0,15 −0,14 | 2022     |